# 指玄篇
《指玄篇》，系道家内丹学著述之一，包括两部分。指玄篇上篇律詩一十六首，指玄篇下篇絕句三十二首。指玄篇收入《藏外道书》第6册，唐吕洞宾撰，南宋白玉蟾注。

## 特点
书首有吕洞宾自序，称“余精儒业，应试，路逢正阳仙翁，悯岩，指修大道，遂弃功名。始生疑惑，后蒙指出，余方省悟。再访圣师...”，“作《指玄篇》一册，留于青城石室之中，稽首告天，拂袖而去。倘后之君子，得遇此书，乃三生有缘。”
悟真篇中十一詩云: "夢謁西華到九天, 真人授我指玄篇。其中簡易無多語, 只是教人鍊汞鉛。"